# Fire de Chicago
Ne doit pas être confondu avec Chicago Fire (série télévisée) ou Chicago Fire Department.
Maillots
Actualités
Dernière mise à jour : 18 octobre 2022.
Le Fire de Chicago (en anglais : Chicago Fire Football Club), est une franchise de soccer évoluant dans la Major League Soccer. Basée à Bridgeview, la franchise représente la ville de Chicago. Elle est fondée le 8 octobre 1997, célébrant le cent-vingt-sixième anniversaire du grand incendie de Chicago (d'où vient le nom du club) et évolue au Soldier Field, qui peut accueillir jusqu'à 61 500 personnes, depuis 2020.
Lors de sa première saison en 1998, le Fire de Chicago remporte son premier titre de championnat ainsi que la coupe des États-Unis. Par la suite, il a ajouté à son palmarès trois autres coupe des États-Unis (2000, 2003 et 2006).
Le Fire de Chicago a un partenariat avec le club mexicain CA Monarcas Morelia qui évolue en première division mexicaine depuis 2001. Ce partenariat comprend l'échange de joueurs entre les deux clubs, ainsi que les entraîneurs, le personnel exécutif et un développement marketing.
Par ailleurs, la franchise a mis en place un programme de formation des jeunes footballeurs au sein de son club (centre de formation) qui participe à la USL League Two (anciennement la Premier Development League). D'autres programmes sont également mis en place, notamment dans le domaine charitable avec la fondation pour enfants de FireWorks.
Les couleurs officielles de la franchise sont le rouge et le blanc, cependant il est arrivé que d'autres couleurs à travers son histoire ont été utilisées (noir, bleu marine ou bleu ciel).

## Histoire
Le club est fondé le 8 octobre 1997. Il s'agit du club le plus victorieux de la version moderne de la coupe des États-Unis avec quatre titres (1998, 2000, 2003 et 2006), à égalité avec les Seattle Sounders. Il a également remporté une fois la Major League Soccer. Depuis 2012 cependant, la franchise observe un déclin relatif, ne parvenant à se qualifier pour aucune finale de conférence, ni de coupe.
Le rival historique de Chicago est le FC Dallas. Depuis 2001, les deux clubs disputent annuellement la Brimstone Cup (mis en place par les partisans de chaque club). Avec le temps, l'opposition contre le Revolution de la Nouvelle-Angleterre est également devenu l'une des affiche de la saison, ce match clôturant la saison régulière depuis 2001.
Le Fire de Chicago évolue dans un premier temps au Soldier Field puis a construit son propre stade en 2006 - le Toyota Park à Bridgeview (Toyota ayant acheté l'appellation pour dix années), stade qui est conçu uniquement pour accueillir les rencontres de soccer en matière de sport. Le Fire de Chicago entretient également des liens avec le Sting de Chicago, club aujourd'hui disparu mais dont le Fire garde les dates de commémorations, des réunions et enfin les couleurs de cet ancien franchise ayant inspiré ceux du Fire.
De nombreux joueurs reconnus ont porté durant leur carrière le maillot du Fire tels que les internationaux américains Chris Armas, Frank Klopas, Eric Wynalda, DaMarcus Beasley, Josh Wolff, Tony Sanneh, Carlos Bocanegra ou Justin Mapp. La franchise a également vu le passage d'internationaux d'autres nations tels que Piotr Nowak, Lubos Kubik, Hristo Stoichkov (ballon d'or 1994), ainsi que des jeunes espoirs tels que Damani Ralph et Ivan Guerrero.

## Palmarès et résultats

### Palmarès
| Compétitions nationales | Compétitions internationales | Trophées mineurs |
| - Coupe MLS (1) - Vainqueur : 1998. - Finaliste : 2000 et 2003. - Supporters' Shield (1) - Vainqueur : 2003. - Conférence Est de MLS (1) - Vainqueur : 2003. - US Open Cup (4) - Vainqueur : 1998, 2000, 2003 et 2006. - Finaliste : 2004 et 2011. | - Ligue des champions de la CONCACAF - Trois participations. - Meilleur parcours : demi-finaliste en 1999 et 2004. Compétition disparue - SuperLiga - Finaliste : 2009. - Deux participations. | - Brimstone Cup (7) - Vainqueur : 1998, 2000, 2001, 2012, 2013, 2014, 2015, 2017 et 2019 - Carolina Challenge Cup (1) - Vainqueur : 2013. - Desert Diamond Cup (1) - Vainqueur : 2014. - MLS Team Fair Play Award (1) - Vainqueur : 2009. |

### Bilan par saison
| Saison | Saison régulière | Saison régulière | Saison régulière | Saison régulière | Saison régulière | Saison régulière | Saison régulière | Position | Position | Coupe MLS                 | US Open Cup         | Ligue des champions CONCACAF       | Affl. moy. saison régulière | Affl. moy. séries éliminat. |
| Saison | M                | V                | N                | D                | BP               | BC               | Pts              | Conf.    | Ligue    | Coupe MLS                 | US Open Cup         | Ligue des champions CONCACAF       | Affl. moy. saison régulière | Affl. moy. séries éliminat. |
| ------ | ---------------- | ---------------- | ---------------- | ---------------- | ---------------- | ---------------- | ---------------- | -------- | -------- | ------------------------- | ------------------- | ---------------------------------- | --------------------------- | --------------------------- |
| 1998   | 32               | 20               | -                | 12               | 62               | 45               | 56               | 2e/6     | 3e/12    | Champion                  | Champion            | Non qualifié                       | 17 887                      | 22 677                      |
| 1999   | 32               | 18               | -                | 14               | 51               | 36               | 48               | 3e/6     | 5e/12    | Demi-finale de conférence | Troisième tour      | Troisième                          | 16 016                      | 8 197                       |
| 2000   | 32               | 12               | 6                | 9                | 67               | 51               | 57               | 1er/4    | 2e/12    | Finale                    | Champion            | Non qualifié                       | 13 387                      | 8 431                       |
| 2001   | 27               | 16               | 5                | 6                | 50               | 30               | 53               | 1er/4    | 2e/12    | Demi-finale               | Demi-finale         | Non qualifié                       | 16 388                      | 11 239                      |
| 2002   | 28               | 11               | 4                | 13               | 43               | 38               | 37               | 3e/5     | 7e/10    | Demi-finale de conférence | Troisième tour      | Quart de finale                    | 12 922                      | 9 434                       |
| 2003   | 30               | 15               | 8                | 7                | 53               | 43               | 53               | 1er/5    | 1er/10   | Finale                    | Champion            | Non qualifié                       | 14 005                      | 14 961                      |
| 2004   | 30               | 8                | 9                | 13               | 36               | 44               | 33               | 5e/5     | 10e/10   | Non qualifié              | Finale              | Demi-finale                        | 17 153                      | N/Q                         |
| 2005   | 32               | 15               | 4                | 13               | 49               | 50               | 49               | 3e/6     | 4e/12    | Finale de conférence      | Demi-finale         | Non qualifié                       | 17 238                      | 11 493                      |
| 2006   | 32               | 13               | 8                | 11               | 43               | 41               | 47               | 3e/6     | 4e/12    | Demi-finale de conférence | Champion            | Non qualifié                       | 14 088                      | 10 217                      |
| 2007   | 30               | 10               | 10               | 10               | 31               | 36               | 40               | 4e/7     | 7e/13    | Finale de conférence      | Troisième tour      | Non qualifié                       | 16 490                      | 17 834                      |
| 2008   | 30               | 13               | 7                | 10               | 44               | 33               | 46               | 2e/7     | 3e/14    | Finale de conférence      | Quart de finale     | Non qualifié                       | 17 034                      | 17 312                      |
| 2009   | 30               | 11               | 12               | 7                | 39               | 34               | 45               | 2e/7     | 5e/15    | Finale de conférence      | Troisième tour      | Non qualifié                       | 14 689                      | 21 626                      |
| 2009   | 30               | 11               | 12               | 7                | 39               | 34               | 45               | 2e/7     | 5e/15    | Finale de conférence      | Troisième tour      | Finale (SL)                        | 14 689                      | 21 626                      |
| 2010   | 30               | 9                | 9                | 12               | 37               | 38               | 36               | 4e/8     | 10e/16   | Non qualifié              | Troisième tour      | Non qualifié Phase de groupes (SL) | 15 814                      | N/Q                         |
| 2011   | 34               | 9                | 16               | 9                | 46               | 45               | 43               | 6e/9     | 11e/18   | Non qualifié              | Finale              | Non qualifié                       | 14 553                      | N/Q                         |
| 2012   | 34               | 17               | 6                | 11               | 46               | 41               | 57               | 4e/10    | 6e/19    | Premier tour              | Troisième tour      | Non qualifié                       | 16 407                      | 10 923                      |
| 2013   | 34               | 14               | 7                | 13               | 47               | 52               | 49               | 6e/10    | 12e/19   | Non qualifié              | Demi-finale         | Non qualifié                       | 15 228                      | N/Q                         |
| 2014   | 34               | 6                | 18               | 10               | 41               | 51               | 36               | 9e/10    | 15e/19   | Non qualifié              | Demi-finale         | Non qualifié                       | 16 076                      | N/Q                         |
| 2015   | 34               | 8                | 6                | 20               | 43               | 58               | 30               | 10e/10   | 20e/20   | Non qualifié              | Demi-finale         | Non qualifié                       | 16 003                      | N/Q                         |
| 2016   | 34               | 7                | 10               | 17               | 42               | 58               | 31               | 10e/10   | 20e/20   | Non qualifié              | Demi-finale         | Non qualifié                       | 15 602                      | N/Q                         |
| 2017   | 34               | 16               | 7                | 11               | 61               | 47               | 55               | 3e/11    | 3e/22    | Premier tour              | Huitièmes de finale | Non qualifié                       | 17 383                      | 11 647                      |
| 2018   | 34               | 8                | 8                | 18               | 48               | 61               | 32               | 10e/11   | 20e/23   | Non qualifié              | Demi-finale         | Non qualifié                       | 14 806                      | N/Q                         |
| 2019   | 34               | 10               | 12               | 12               | 55               | 47               | 42               | 8e/12    | 17e/24   | Non qualifié              | Quatrième tour      | Non qualifié                       | 12 324                      | N/Q                         |
| 2020   | 23               | 5                | 8                | 10               | 33               | 39               | 23               | 11e/14   | 22e/26   | Non qualifié              | Annulée             | Non qualifié                       | N/A                         | N/Q                         |
| 2021   | 34               | 9                | 7                | 18               | 36               | 54               | 34               | 12e/14   | 22e/27   | Non qualifié              | Annulée             | Non qualifié                       | 10 703                      | N/Q                         |
| 2022   | 34               | 10               | 9                | 15               | 39               | 48               | 39               | 12e/14   | 24e/28   | Non qualifié              | Troisième tour      | Non qualifié                       |                             | N/Q                         |

#### Meilleurs buteurs par saison
| Saison | Meilleurs buteurs | Meilleurs buteurs |
| Saison | Joueurs           | Buts              |
| ------ | ----------------- | ----------------- |
| 1998   | Ante Razov        | 10                |
| 1999   | Ante Razov        | 14                |
| 2000   | Ante Razov        | 18                |
| 2001   | Eric Wynalda      | 10                |
| 2002   | Ante Razov        | 14                |
| 2003   | Ante Razov        | 14                |
| 2004   | Damani Ralph      | 11                |
| 2005   | Chris Rolfe       | 8                 |
| 2006   | Andy Herron       | 9                 |

| Saison | Meilleurs buteurs | Meilleurs buteurs |
| Saison | Joueurs           | Buts              |
| ------ | ----------------- | ----------------- |
| 2007   | Chad Barrett      | 7                 |
| 2008   | Chris Rolfe       | 9                 |
| 2009   | Brian McBride     | 7                 |
| 2010   | Marco Pappa       | 7                 |
| 2011   | Dominic Oduro     | 12                |
| 2012   | Chris Rolfe       | 8                 |
| 2013   | Mike Magee        | 15                |
| 2014   | Quincy Amarikwa   | 8                 |
| 2015   | David Accam       | 10                |

| Saison | Meilleurs buteurs | Meilleurs buteurs |
| Saison | Joueurs           | Buts              |
| ------ | ----------------- | ----------------- |
| 2016   | David Accam       | 9                 |
| 2017   | Nemanja Nikolić   | 24                |
| 2018   | Nemanja Nikolić   | 19                |
| 2019   | Nemanja Nikolić   | 13                |
| 2019   | C.J. Sapong       | 13                |
| 2020   | Robert Berić      | 12                |
| 2021   | Robert Berić      | 8                 |
| 2021   | Luka Stojanović   | 8                 |
| 2022   | Jhon Durán        | 8                 |

## Joueurs et personnalités du club

### Présidents
Le tableau suivant présente la liste des présidents du club depuis 1997.
| Rang | Nom                   | Période   |
| ---- | --------------------- | --------- |
| 1    | Robert Sanderman      | 1997-2000 |
| 2    | Peter Wilt            | 2001-2005 |
| 3    | John Guppy            | 2005-2008 |
| 4    | Javier León (intérim) | 2008      |
| 5    | Dave Greeley          | 2008-2010 |

| Rang | Nom                     | Période   |
| ---- | ----------------------- | --------- |
| 6    | Javier León (intérim)   | 2010      |
| 7    | Julian Posada           | 2010-2012 |
| 8    | Nelson Rodriguez        | 2018-2021 |
| 9    | Ishwara Glassman-Chrein | 2021-     |

### Entraîneurs
Le tableau suivant présente la liste des entraîneurs du club depuis 1998.
| Rang | Entraîneur             | Nationalité                     | Début             | Fin               | Matchs | Victoires | Nuls | Défaites | % victoires | Palmarès                                                          |
| ---- | ---------------------- | ------------------------------- | ----------------- | ----------------- | ------ | --------- | ---- | -------- | ----------- | ----------------------------------------------------------------- |
| 1    | Bob Bradley            | États-Unis                      | 30 octobre 1997   | 5 octobre 2002    | 197    | 103       | 33   | 61       | 52.28%      | 2x Coupe des États-Unis (1998, 2000) 1x Coupe MLS (1998)          |
| 2    | Dave Sarachan          | États-Unis                      | 4 novembre 2002   | 20 juin 2007      | 165    | 75        | 33   | 57       | 45.45%      | 2x Coupe des États-Unis (2003, 2006) 1x Supporters' Shield (2003) |
| 3    | Juan Carlos Osorio     | Colombie                        | 1er juillet 2007  | 10 décembre 2007  | 22     | 7         | 9    | 6        | 31.82%      |                                                                   |
| 4    | Denis Hamlett          | Costa Rica                      | 11 janvier 2008   | 24 novembre 2009  | 75     | 31        | 22   | 22       | 41.33%      |                                                                   |
| 5    | Carlos de los Cobos    | Mexique                         | 1er janvier 2010  | 30 mai 2011       | 47     | 12        | 17   | 18       | 25.53%      |                                                                   |
| 6    | Frank Klopas           | États-Unis                      | 30 mai 2011       | 30 octobre 2013   | 101    | 45        | 23   | 33       | 44.55%      |                                                                   |
| 7    | Frank Yallop           | Canada                          | 31 octobre 2013   | 20 septembre 2015 | 71     | 19        | 24   | 28       | 26.76%      |                                                                   |
| 8    | Brian Bliss (intérim)  | États-Unis                      | 20 septembre 2015 | 24 novembre 2015  | 5      | 1         | 0    | 5        | 20%         |                                                                   |
| 9    | Veljko Paunović        | Serbie                          | 24 novembre 2015  | 13 novembre 2019  | 148    | 46        | 40   | 62       | 31.08%      |                                                                   |
| 10   | Raphaël Wicky          | Suisse                          | 27 décembre 2019  | 30 septembre 2021 | 51     | 12        | 14   | 25       | 23.53%      |                                                                   |
| 11   | Frank Klopas (intérim) | États-Unis                      | 30 septembre 2021 | 24 novembre 2021  | 6      | 2         | 1    | 3        | 33.33%      |                                                                   |
| 12   | Ezra Hendrickson       | Saint-Vincent-et-les-Grenadines | 24 novembre 2021  | 8 mai 2023        | 46     | 13        | 15   | 18       | 28.26%      |                                                                   |
| 13   | Frank Klopas (intérim) | États-Unis                      | 8 mai 2023        | En poste          | 0      | 0         | 0    | 0        | %           |                                                                   |

### Joueurs emblématiques
Joueur de l'année
| Saison | Gagnant       |
| ------ | ------------- |
| 1998   | Piotr Nowak   |
| 1999   | Luboš Kubík   |
| 2000   | Piotr Nowak   |
| 2001   | Piotr Nowak   |
| 2002   | Zach Thornton |
| 2003   | Chris Armas   |
| 2004   | Henry Ring    |

| Saison | Gagnant           |
| ------ | ----------------- |
| 2005   | Iván Guerrero     |
| 2006   | Andy Herron       |
| 2007   | Cuauhtémoc Blanco |
| 2008   | Jon Busch         |
| 2009   | Brian McBride     |
| 2010   | Logan Pause       |
| 2011   | Dominic Oduro     |

| Saison | Gagnant                |
| ------ | ---------------------- |
| 2012   | Chris Rolfe            |
| 2013   | Mike Magee             |
| 2014   | Sean Johnson           |
| 2015   | David Accam            |
| 2016   | David Accam            |
| 2017   | Nemanja Nikolić        |
| 2018   | Bastian Schweinsteiger |

| Saison | Gagnant          |
| ------ | ---------------- |
| 2019   | C.J. Sapong      |
| 2020   | Robert Berić     |
| 2021   | Federico Navarro |
| 2022   | Xherdan Shaqiri  |
| 2023   | Brian Gutiérrez  |
| 2024   | Hugo Cuypers     |
| 2025   |                  |

## Identité du club

### Logos

Logo de 1997 à 2019.
Logo en 2020 et 2021.
Logo à partir de 2022.

## Stades
- 1998-2001, 2004-2005, depuis 2020 : Soldier Field
- 2002-2003 : Cardinal Stadium (Benedetti–Wehrli Stadium (en))
- 2006-2019 : SeatGeek Stadium (Toyota Park, 2006 à 2018)